# Turó de Can Bertran
El Turó de Can Bertran és una muntanya de 371 metres que es troba al municipi de Les Franqueses del Vallès, a la comarca del Vallès Oriental.